# 부여 지선리 고분군
부여 지선리 고분군(扶餘 芝仙里 古墳群)은 대한민국 충청남도 부여군 외산면 지선리에 있는 고분군이다. 1992년 12월 8일 충청남도의 기념물 제87호로 지정되었다.

## 개요
부여시의 외곽지역인 저동마을의 북쪽계곡 늦은목골의 끝이 산기슭과 만나는 지점에 분포하고 있는 백제 때의 무덤들이다.
조사된 무덤은 총 15기인데, 무덤의 형태는 앞트기식 돌방무덤(횡구식석실묘)이 대부분이며, 이보다 큰 무덤방을 가진 굴식돌방무덤(횡혈식석실묘)도 2기 있다.
거의 대부분이 자연상태의 깬돌을 이용하여 축조하였으며, 그 규모는 비교적 작다. 세발토기, 아가리가 곧추선 목항아리, 병, 손잡이가 달린 토기와 관에 쓴 못이 출토되었으며, 이들을 근거로 무덤이 6세기 후반에서 7세기초인 사비시대(538∼660)에 형성되었음을 알 수 있다.
이 무덤들의 전체 규모와 각 무덤의 개별규모가 작고, 입지한 곳이 산간이라는 점으로 보아 대체로 지방 유지세력의 무덤지역으로 생각된다.

## 참고 자료
- 부여지선리고분군 - 국가유산청 국가유산포털